# Знаменське сільське поселення (Нерчинський район)
Зна́менське сільське поселення (рос. Знаменское сельское поселение) — сільське поселення у складі Нерчинського району Забайкальського краю Росії.
Адміністративний центр — село Знаменка.

## Історія
2013 року було утворено село Північна Знаменка шляхом виділення зі складу села Знаменка.

## Населення
Населення сільського поселення становить 1362 особи (2019; 1538 у 2010, 1735 у 2002).

## Склад
До складу сільського поселення входять:
| Населений пункт         | Населення, осіб (2002) | Населення, осіб (2010) |
| ----------------------- | ---------------------- | ---------------------- |
| Березово, село          | 337                    | 264                    |
| Біломістново, село      | 136                    | 162                    |
| Знаменка, село          | 906                    | 796                    |
| Кангіл, село            | 356                    | 316                    |
| Північна Знаменка, село | -                      | -                      |